# Maladera zeta
Maladera zeta är en skalbaggsart som beskrevs av Von Dalle Torre 1912. Maladera zeta ingår i släktet Maladera och familjen Melolonthidae. Inga underarter finns listade i Catalogue of Life.